# IKS – Informatyka, Komputery, Systemy
IKS – Informatyka, Komputery, Systemy – polskie czasopismo informatyczne przeznaczone dla młodzieży wydawane w latach 1986–1989 w Warszawie jako miesięczniki. Czasopismo wychodziło w nakładzie 150 000 – 200 000 egzemplarzy. Redakcja miesięcznika wydała również 4 zeszyty programów komputerowych.

## Historia
Założony przez Wiesława Ceterę, który był redaktorem naczelnym pisma. Pierwszy numer ukazał się w lutym 1986 roku. Numer ostatni został skierowany do sprzedaży w marcu 1989 roku. Ukazały się 33 numery czasopisma i 9 numery zeszytów programów. Wydawcą było Wydawnictwo Czasopisma Wojskowe. Nakład czasopisma był systematycznie zwiększany. Pierwszy numer wydrukowano w nakładzie 150 tys. egz., ostatni 8. numer z 1986 roku osiągnął 200 tys. egz.
Pierwszy numer IKS-a miał 16 stron. Wydrukowano go w formie 32-stronicowej, podwójnej produkcji, „składka w składkę”. Następne numery drukowane były już w kolorowej, 32 stronicowej wersji. Druk odbywał się w technice rotograwiury w Wojskowych Zakładach Graficznych w Warszawie. IKS ukazywał się jako samodzielne wydawnictwo. Podtytuł podkreślał jednak związek z dziennikiem „Żołnierz Wolności”.
W roku 1987 redakcja IKS-a, rozpoczęła edycję „Zeszytów Programów Komputerowych”. Ukazywały się jako kolejny dodatek. Zeszyty wychodziły czterokrotnie co trzy miesiące. Pierwsze trzy numery ukazały się w nakładzie 80 tys. egz., natomiast ostatni miał nakład wynoszący 60 tys. egz. Drukowano je w technologii offsetowej. Każdy numer miał 32 kolumny w formacie A4. Możliwy był jedynie dwukolorowy druk.
Dość prostą winietę zmieniono w numerze 9. (1. z 1987 roku) według nowego projektu graficznego. Wprowadzono również inny układ całej pierwszej strony. Projektantem nowej szaty graficznej był Andrzej Włoszczyński.
Ostatecznie przetrwała ona w czterech numerach. Styczniowy numer IKS-a, czyli 20. (1. z 1988 roku), znalazł swoje miejsce na maszynie offsetowej. Gorszy papier, gorsza grafika, jedynie cena pozostała ta sama. Jednak już numer 23. (4. z 1988 roku) kosztował 100 zł, a następny 120 zł. Cena ta utrzymała się do ostatniego numeru.

## Programy
Zawartość pierwszego numeru pozycjonowała pismo na rynku. Po raz pierwszy w czasopiśmie wydrukowano kody czterech programów komputerowych, wszystkie napisane w popularnym języku BASIC na komputer Spectrum. Pierwszy, „Kalendarz”, wyświetlał dni tygodnia określonego miesiąca i roku. Drugi rysował wykresy wartości zadanych wyrażeń algebraicznych w określonym przedziale zmienności. Trzeci program kreślił mapę Polski, a redakcja zachęcała do modyfikacji kodu i naniesienia na kontur mapy miejscowości zamieszkania. Listę zamykał program – gra „Wyścigi psów”. Generował kolejność psów w gonitwie, a udział gracza sprowadzał się do przewidywania kolejności psów na mecie.
Czytelnicy, mimo obaw redakcji, korzystali z wydrukowanych kodów, o czym świadczyły przysyłane do niej listy. Poza tym innowacyjnie nastawieni autorzy poprawiali publikowane rozwiązania.
W 2. numerze opublikowano programy przeznaczone również na inne niż ZX Spectrum komputery – Atari i Commodore. Dwa programy, które były przeznaczone dla użytkowników Spectrum, dotyczyły inżynierii wykorzystania sprzętu i optymalizacji pamięci. Jeden umieszczał na ekranie zegar pracujący w tle. Kolejne programy to gry logiczne i losowe. Przykładowa gra: program rysował na ekranie planszę składającą się z 25 kwadratów (każdy miał stronę białą i czarną). Zadaniem gracza była zamiana czarnych pól na białe w jak najmniejszej liczbie ruchów. Jednocześnie, oprócz wskazanego kwadratu, program odwracał cztery sąsiednie pola. Z tego numeru IKS-a do klasyki przeszła gra zatytułowana „Życie Maklera”. Przeznaczona była na Commodore, ale otwarty kod umożliwiał adaptację na inne komputery.
Programy publikowane w IKS-ie nie były chronione. Autorzy nie zastrzegali praw do swoich rozwiązań i nie ograniczali możliwości eksploatacji. Bardzo często programy publikowane w miesięczniku nie były podpisane.
Programy zwiększały atrakcyjność pisma. W sumie w IKS-ie opublikowano kody 50 gier, 48 programów edukacyjnych, 68 programów użytkowych i 84 narzędziowe. Programy były przeznaczone na wszystkie obecne wtedy na rynku mikrokomputery.

## Kursy
Redakcja od początku postanowiła pełnić rolę edukacyjną. W pierwszym numerze materiały zapowiadały dość ogólnikowo zawartość kolejnych. Dotyczyły ogólnych zagadnień i nie zapowiadały ich kontynuacji. „Problemy mikroelektroniki” J. Haschki i M. Gniłki oraz „Mikrokomputer dla kolekcjonerów” K. Świętonia i Z. Szałkowskiego można potraktować jako propedeutykę informatyki i jej zastosowań. Krok dalej szły artykuły, również autorstwa zespołu J. Haschka i M. Gniłka, czyli „Klasyfikacja i zastosowanie sprzętu mikrokomputerowego” oraz „Co trzeba wiedzieć?”. Ostatni materiał był wprowadzeniem do metodologii programowania.
Edukację czytelnika IKS rozpoczął w drugim numerze. We wszystkich numerach czasopisma opublikowano 157 materiałów sklasyfikowanych jako „kurs programowania”. W roku 1986 opublikowano 27 materiałów poświęconych nauce programowania. Najwięcej ukazało się w roku 1987 – 86, w następnym już tylko 38, a w 1989 – tylko 5 (w trzech ostatnich numerach miesięcznika).
Systematyczne wykłady rozpoczęto już od numeru 2. z 1986 roku. J. Chmurzyński, wykładowca Wydziału Cybernetyki WAT, opublikował dwuodcinkowy wykład grafiki komputerowej.
Także w numerze 2. z 1986 roku rozpoczęto systematyczny wykład na temat języka programowania BASIC. Redakcja miłośników zabaw z mikrokomputerami, przyszłych informatyków zachęcała do nauki programowania. Autorką kursu była Z. Zjawin-Winkowska, wykładowca Szkoły Głównej Planowania i Statystyki (dzisiaj Szkoła Główna Handlowa). Wykład pierwszy wprowadzał w podstawy obsługi i wykorzystania ZX Spectrum. Wykłady były publikowane w kolejnych numerach IKS-a aż do numeru 2. z 1988 roku. Czytelnicy poznali zasady budowy algorytmów i metody kodowania wyrażeń algebraicznych oraz specyficzne konstrukcje języka BASIC.
Niemal równocześnie z kursem programowania w BASIC-u rozpoczął się kurs programowania w języku LOGO, a po zakończeniu kursu LOGO rozpoczęto publikowanie materiałów nauczających język PASCAL.

## Publicystyka
Na łamach IKS-a publicystka zagościła 105 razy. Jeśli do tej liczby dodać materiały edukacyjne (72), wywiady (10), reportaże (12) i felietony (50), łącznie daje to 406 materiałów w 33 numerach, co świadczy o dziennikarskiej aktywności.

## Wpływ na kulturę
Lata 1986–1989 były okresem początku popularności czasopism informatycznych. Na rynku pojawiły się pierwsze mikrokomputery, które cieszyły się ogromnym zainteresowaniem. Dla młodego pokolenia spełniały funkcję nowoczesnego gadżetu, znaku czasu i przepustki do kolejnej epoki industrialnej. Niestety ich ceny w Polsce znacznie przekraczały możliwości finansowe młodzieży. Cena na poziomie początkowo 125 funtów później 99 skutecznie ograniczała popularność tego urządzenia. Fakt ten nie wpłynął jednak na zainteresowanie informatyką. Powstanie wydawnictw informatycznych przyczyniło się do wzrostu popularności komputerów i zainteresowania informatyką. Wśród najmłodszych czytelników największe zainteresowanie wzbudzały gry komputerowe, których prosta grafika i nierozbudowana architektura oparta na prostych procedurach logicznych i operacjach arytmetycznych, pozostawiała olbrzymie pole dla wyobraźni. „Najpierw trzeba się uczyć myśleć; myśleć jasno, przejrzyście i jednoznacznie formułować swe poglądy, maszyna bowiem nie toleruje niedomówień i choć rozkazy wykonuje szybko i bezbłędnie, to jednak nie myśli. Informatyka to przede wszystkim jej zastosowanie profesjonalne – tu liczby mówią prawdę: jedynie”. W okresie czterech lat obecności na rynku wydawca IKS-a  wprowadził na rynek 5 735 000 egzemplarzy pisma. Czasopisma komputerowe zostały potraktowane jako substytut trudno dostępnych mikrokomputerów. Zwraca również uwagę edukacyjna tematyka IKS-a, która biorąc pod uwagę nakład czasopisma z pewnością odegrała pozytywną rolę w edukacji informatycznej społeczeństwa. Czytelnicy tego czasopisma wkraczali w zawodowe życie w latach dziewięćdziesiątych. Trudno ocenić jaki wpływ na ich wiedzę zawodową miał IKS, jednak nie będzie nadużyciem stwierdzenie, że był to wpływ pozytywny.